# Список послов Великобритании в Республике Корея
Посол Великобритании в Республике Корея (англ. British Ambassador to the Republic of Korea) — дипломатический представитель Великобритании в Южной Корее. Штаб-квартира посольства располагается в Сеуле. Послом с 2022 года является Колин Крукс.

## История
Корея была государством-данником Китая до заключения мирного договора 1876 года с Японией. После подписания британско-корейского договора 1883 года, Британская империя стала назначать министра в Китай, который был по совместительству министром-нерезидентом в Корее. Ввиду того, что миссия министра в Китае располагалась в Пекине, назначался также генеральный консул в Сеуле. В 1898 году, после китайско-японской войны 1894—1895 годов, была провозглашена Корейская империя, независимая от Китая. В том же году в Корею был отправлен временный поверенный в делах Британии, превратившийся в министра-резидента после обмена посланниками между двумя странами в 1901 году. Когда в соответствии с японо-корейским договором 1905 года Корея стала японским протекторатом, Великобритания отозвала дипломатическую миссию из Сеула. После капитуляции Японии и следовательно окончания Второй мировой войны, страна была оккупирована СССР и США, а затем разделена на две Кореи: Северную, Корейскую Народно-Демократическую Республику, и Южную, Республику Корея. С 1949 года Британию в Южной Корее представлял чрезвычайный посланник и полномочный министр, а в 1957 году в обеих странах были открыты полноценные посольства.

## Список послов

### Министры в Китае и по совместительству министры-нерезиденты в Корее
- 1884—1885: Гарри Паркс[англ.]
- 1885—1892: Джон Уолшем[англ.]
- 1892—1895: Николас О’Конор[англ.]
- 1896—1898: Клод Макдональд[англ.]

### Генеральные консулы в Сеуле
- 1884—1885: Уильям Астон
- 1885—1886: Эдвард Бабер[англ.]
- 1887—1888: Томас Уоттерс[англ.]
- 1889—1896: Уолтер Хиллиер[англ.]
- 1896—1898: Джон Джордан[англ.]

### Поверенные в делах
- 1898—1901: Джон Джордан[англ.]

### Министры-резиденты
- 1901—1905: Джон Джордан[англ.]

### Чрезвычайные посланники и полномочные министры
- 1949—1950: Вивиан Холт
- 1950: Генри Соубридж
- 1950: Алек Адамс
- 1952—1954: Уолтер Грэхэм
- 1954—1956: Эндрю Стюарт[англ.]
- 1957: Хьюберт Эванс

### Чрезвычайные и полномочные послы
- 1957—1961: Хьюберт Эванс
- 1961—1966: Уолтер Годфри
- 1967—1969: Иэн Маккензи[англ.]
- 1969—1971: Найджел Тренч[англ.]
- 1971—1974: Джеффри Петерсен
- 1975—1980: Уильям Бейтс
- 1980—1983: Джон Морган
- 1983—1986: Николас Спрекли
- 1986—1990: Лоуренс Миддлтон[англ.]
- 1990—1993: Дэвид Райт[англ.]
- 1994—1997: Томас Харрис
- 1997—2000: Стивен Браун
- 2003—2008: Уорвик Моррис
- 2008—2011: Мартин Уден[англ.]
- 2011—2015: Скотт Уайтмен[англ.]
- 2015—2017: Чарльз Хэй
- 2018—2022: Саймон Смит[англ.]
- 2022—н.в.: Колин Крукс[англ.]